# Віконіско (Пенсільванія)
Віконіско (англ. Wiconisco) — переписна місцевість (CDP) в США, в окрузі Дофін штату Пенсільванія. Населення — 844 особи (2020).

## Географія
Віконіско розташоване за координатами 40°34′27″ пн. ш. 76°40′38″ зх. д. / 40.57417° пн. ш. 76.67722° зх. д. (40.574203, -76.677275).  За даними Бюро перепису населення США в 2010 році переписна місцевість мала площу 2,82 км², уся площа — суходіл.

## Демографія
Згідно з переписом 2010 року, у переписній місцевості мешкала 921 особа в 379 домогосподарствах у складі 268 родин. Густота населення становила 326 осіб/км².  Було 431 помешкання (153/км²).
Расовий склад населення:
| - 97,3 % — білих - 0,5 % — азіатів - 0,4 % — чорних або афроамериканців - 0,1 % — корінних американців |

До двох чи більше рас належало 0,8 %. Частка іспаномовних становила 2,5 % від усіх жителів.
За віковим діапазоном населення розподілялося таким чином: 22,8 % — особи молодші 18 років, 58,1 % — особи у віці 18—64 років, 19,1 % — особи у віці 65 років та старші. Медіана віку мешканця становила 43,5 року. На 100 осіб жіночої статі у переписній місцевості припадало 97,2 чоловіків;  на 100 жінок у віці від 18 років та старших — 91,1 чоловіків також старших 18 років.
Середній дохід на одне домашнє господарство  становив 46 821 долар США (медіана — 37 125), а середній дохід на одну сім'ю — 55 984 долари (медіана — 52 614). Медіана доходів становила 44 926 доларів для чоловіків та 31 250 доларів для жінок. За межею бідності перебувало 16,2 % осіб, у тому числі 25,3 % дітей у віці до 18 років та 10,4 % осіб у віці 65 років та старших.
Цивільне працевлаштоване населення становило 338 осіб. Основні галузі зайнятості: виробництво — 31,7 %, освіта, охорона здоров'я та соціальна допомога — 23,4 %, роздрібна торгівля — 10,7 %, публічна адміністрація — 8,9 %.